# بيرنارد ويليامز
السير بيرنارد آرثر أوين ويليامز (بالإنجليزية: Bernard Williams)‏ كان فيلسوفًا أخلاقيًا إنجليزيًا، وصفته التايمز بـ«أهم وأعظم فيلسوف أخلاقي بريطاني في زمانه». منشوراته تتضمن مسائل في الذات (1973)، الحظ الأخلاقي (1981)، الأخلاق وحدود الفلسفة (1985)، الحق والصدق (2002). تم منحه وسام الفروسية في عام 1999.
كفيلسوف النايتبريج في جامعة كامبريج، وفيلسوف الألمانية في جامعة كاليوفورنيا بيركلي، عُرف ويليامز دوليًا بسبب محاولاته في إعادة توجيه دراسة الفلسفة الأخلاقية للتاريخ والثقافة والسياسة وعلم النفس، وبالذات لليونانيين. موصوفًا بأنه فيلسوف تحليلي بروح إنسانية، رأى نفسه كفيلسوف تركيبي، مازجًا الأفكار من مجالات متشتتة بدت متباعدة عن بعضها البعض أكثر وأكثر. رفض العلموية، والاختزالية العلمية أو التطورية، ناعتًا «الاختزاليين محدودي الخيال في الأخلاق» بالـ«الأشخاص الذين أكرههم فعلًا». بالنسبة لويليامز، التعقيد غير قابل للاختزال، جميل، وذو معنى.
عرف لاحقًا كداعم للنساء في الأكاديميا. كتبت الفيلسوفة الأمريكية مارثا نوسباوم بأنه كان «أقرب ما يمكن لأن يكون نسويًا ما يستطيعه رجل ذو نفوذ من جيله». اشتهر أيضًا بفطنته في الحديث. قال فيه فيلسوف أوكسفورد جيلبرت رايل بأنه «يفهم ما ستقوله أفضل مما تفهمه أنت، ويرى كل الاعتراضات له، وجميع الردود على الاعتراضات، قبل أن تنهي جملتك».

## حياته

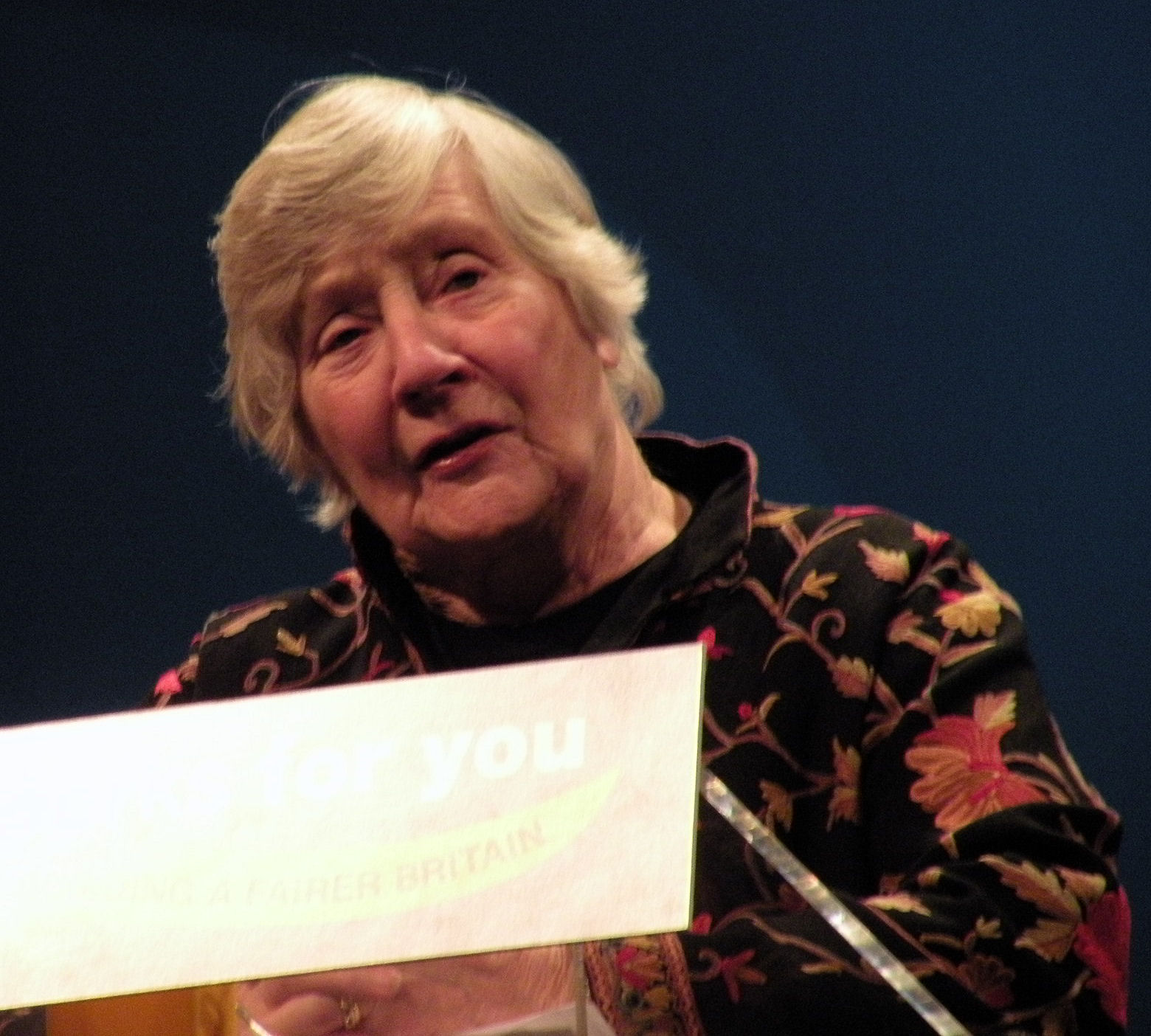
قابل ويليامز زوجته شيرلي ويليامز في نيويورك.

ولد ويليامز في وستكلف-أون-سي، إسكس، الابن الوحيد لعامل مدني. تعلم في مدرسة تشيغويل، وقرأ الكتب الكلاسيكية في جامعة بالويل أوكسفورد، متخرجًا في 1951 بشهادة متميزة ومكتسبًا زمالةً في جامعة أور سولز أوكسفورد، قبل أن يقضي عامين من الخدمة الوطنية في القوات الجوية الملكية في كندا. 
خلال عطلته في نيويرك، قابل زوجته المقبلة شيرلي كاتلين—ابنة عالم السياسة جورج كاتلين والروائية فيرا بريتن—التي كانت تدرس في جامعة كولومبيا. كان قد قابلها منذ قبل في أوكسفورد، وبالفعل عاد ويليامز مع كاتلين لبدء زمالته. تزوجا في عام 1955.

## مهنته الأكاديمية
غادر ويليامز أوكسفورد ليلائم الطموح السياسية لزوجته، عاثرًا على منصب في كلية لندن الجامعية حيث عمل من 1959 حتى 1964. عيّن لاحقًا بروفيسور فلسفة في جامعة بيدفورد، بينما عملت زوجته صحفية للفاينانشل تايمز. عاش الزوجان ل17 عام في منزل كبير في كنسنجتن مع العميلة الأدبية هيلاري روبنستاين، لفترة وصفها ويليامز بالأسعد في حياته.
أسفر الزواج بابنة، ريبيكا، ولكن مهنة زوجته السياسية فرّقت بين الزوجين، والفرق بين قيمهم الشخصية—كان ويليامز ملحدًا بينما زوجته كاثوليكية—أزّمت علاقتهم. وصلت الذروة حين خاض ويليامز في علاقة مع بارتيشيا سكيننر، حينها زوجة المؤرّخ كوينتين سكيننر. تزوّج ويليامز وسكينر لاحقًا وأنجبا ابنين.

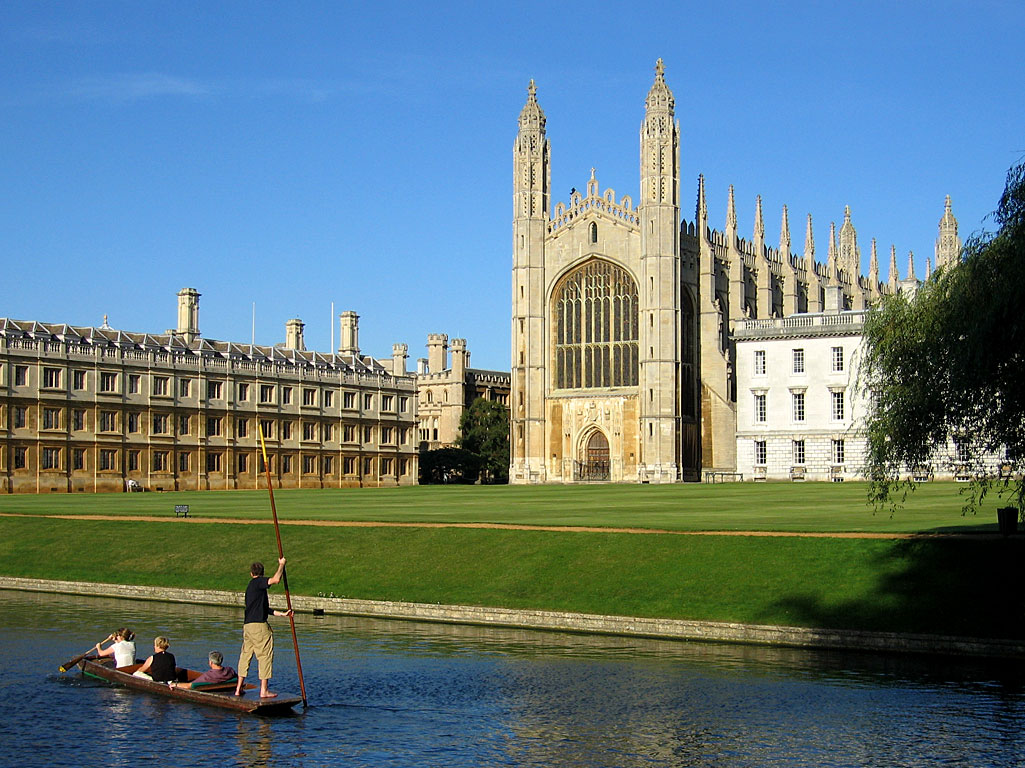
قضا ويليامز 20 عامًا في كامبريدج، ثمانية منهم كعميد كلية كنجز.